# Rajmund Sołoniewicz
Rajmund Sołoniewicz (ur. 1929 w Żychlinie, zm. 1993) – polski chemik, profesor Politechniki Łódzkiej.
W 1951 ukończył studia na Wydziale Chemicznym Politechniki Łódzkiej. Pracę w Politechnice Łódzkiej rozpoczął w 1950 roku. W roku 1979 uzyskał tytuł profesora nadzwyczajnego.
Początkowo zajmował się zastosowaniem tiomocznika w chemii analitycznej, a później elektrochemią związków organicznych. Wielką pasją profesora były studia z zakresu historii chemii. Jego dorobek naukowy obejmuje m.in. 61 publikacji, 10 patentów, 8 skryptów, tłumaczenia dwóch monografii z języka rosyjskiego oraz trzy wydawnictwa książkowe.
W uczelni pełnił funkcje prorektora ds. studenckich, prodziekana ds. dydaktycznych na Wydziale Chemii Spożywczej oraz na Wydziale Chemicznym, a także dyrektora Instytutu Chemii Ogólnej. Zmarł nagle w 1993 roku.